# Sayil

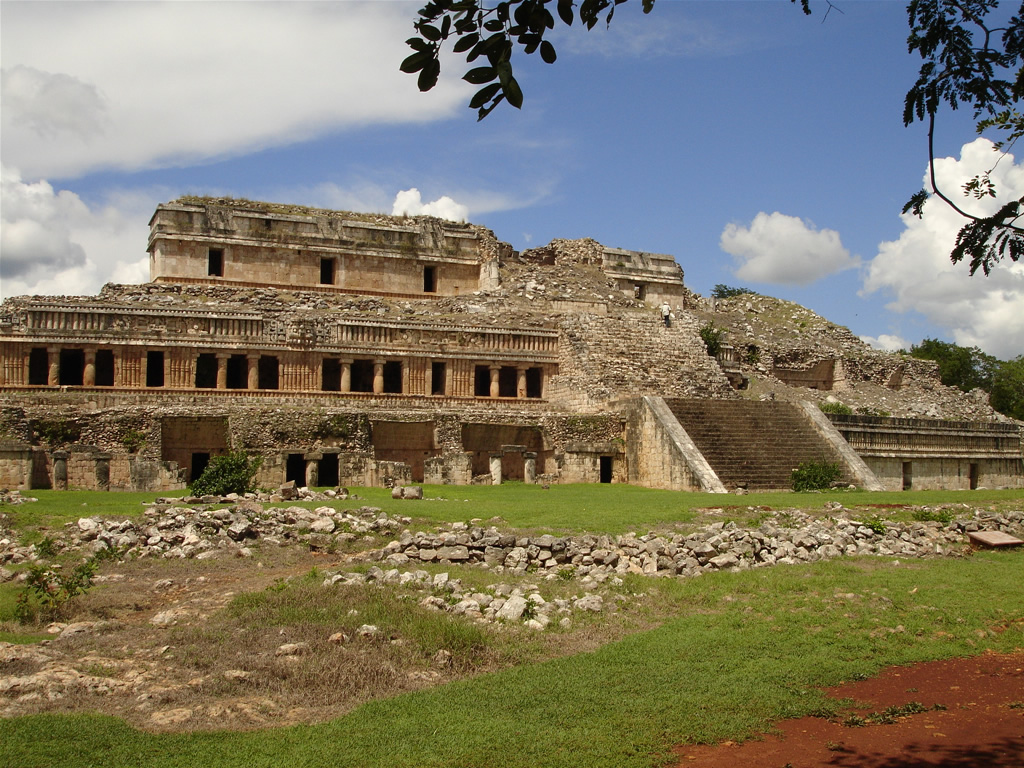
Pozostałości pałacu Sayil

Sayil – stanowisko archeologiczne obejmujące pozostałości po cywilizacji Majów z późnego okresu klasycznego, we wschodnim Meksyku, na półwyspie Jukatan, w południowej części stanu o tej samej nazwie. Wraz z położonymi niedaleko stanowiskami Kabáh i Labná oraz oddalonym o kilkadziesiąt kilometrów Uxmal jest jednym z głównych ośrodków regionu Puuc.

## Historia

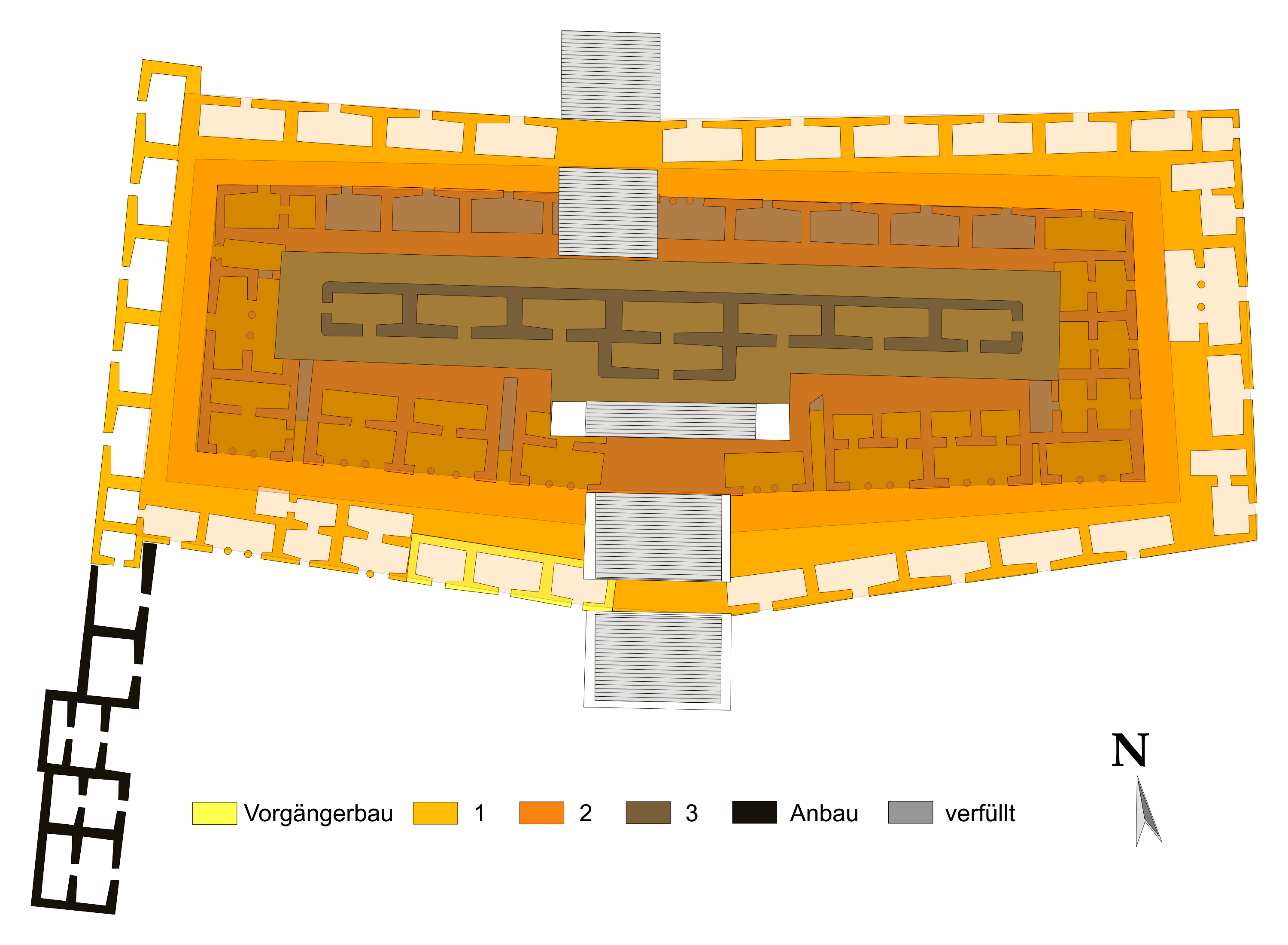
Plan pałacu

Szacuje się, że Sayil powstało w 800 roku n.e. i dzięki szybkiemu rozwojowi już w roku 900 osiągnęło poziom około 10 tysięcy mieszkańców, przy dodatkowych 5–7 tysiącach mieszkańców już nie na terenie, lecz w okolicy samego Sayil. Pomimo pierwotnie szybkiego wzrostu, już od roku 950 liczba mieszkańców zaczęła z niepotwierdzonych dotychczas powodów nagle i szybko spadać, aż wreszcie miejscowość została zupełnie opuszczona około roku 1000.
Po latach opuszczenia, Sayil zostało ponownie odkryte w latach '40 XIX wieku, jednak pierwsze prace archeologiczne zostały przeprowadzone na terenie tej strefy archeologicznej dopiero na początku XX wieku. Jednym z naukowców pracujących przy odkrywaniu i pracach archeologicznych w Sayil był Alberto Ruz Lhuillier.

## Zabytki
Największą i najlepiej zachowaną budowlą na terenie kompleksu Sayil jest trzypiętrowy pałac z długą fasadą. Oprócz niego można znaleźć tutaj charakterystyczny budynek z grzebieniastym zwieńczeniem, tzw. El Mirador oraz relief przedstawiający bóstwo płodności.
Sayil, razem z innymi strefami archeologicznymi: Kabáh i Labna, wchodzi w skład Uxmal jako obiektu Światowego Dziedzictwa UNESCO, na którą zostały wpisane w roku 1996 jako „przedhiszpańskie miasto Uxmal”.

## Galeria

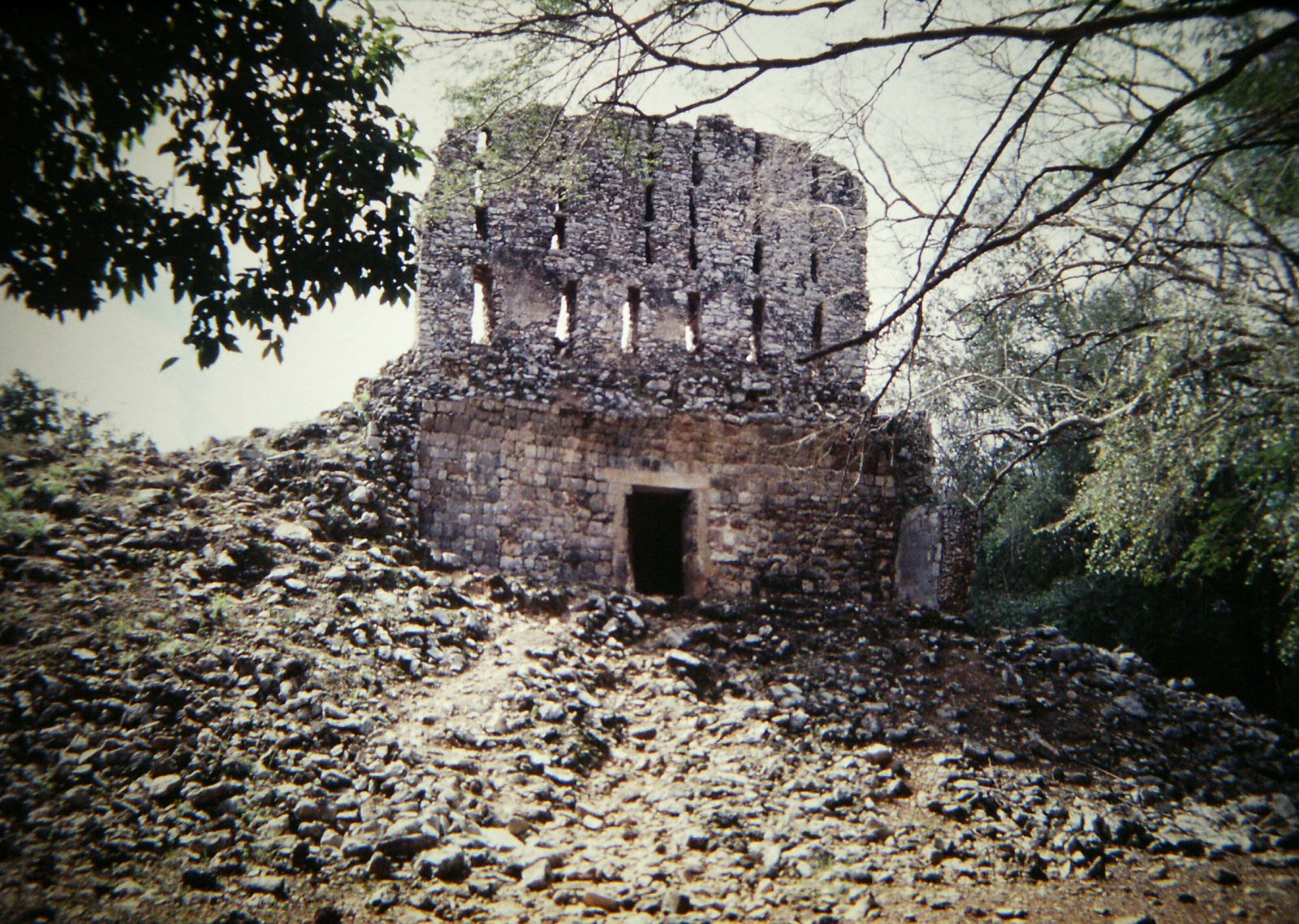
El Mirador - ruina z charakterystycznym grzebieniem
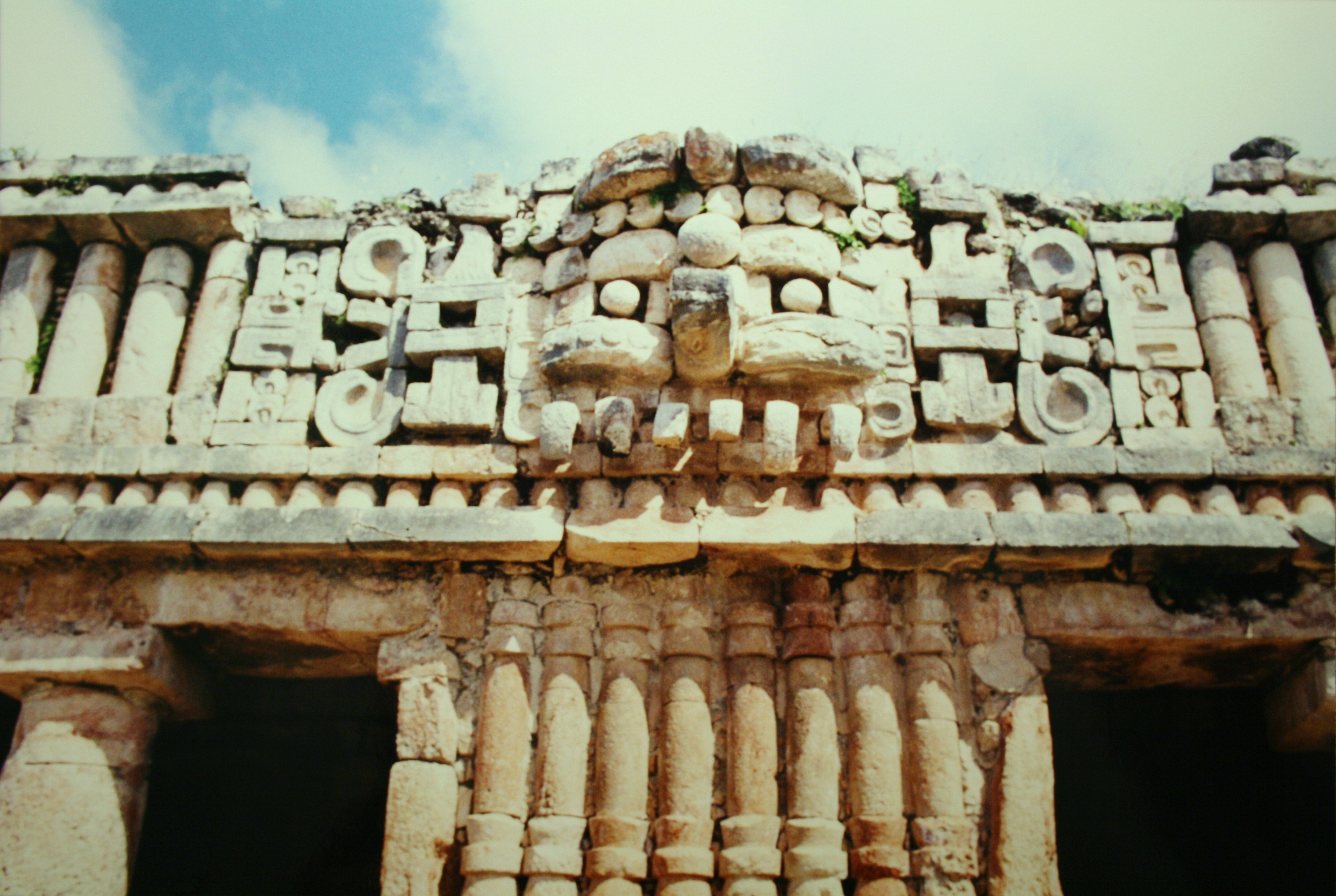
Maska boga Chac'a na Pałacu
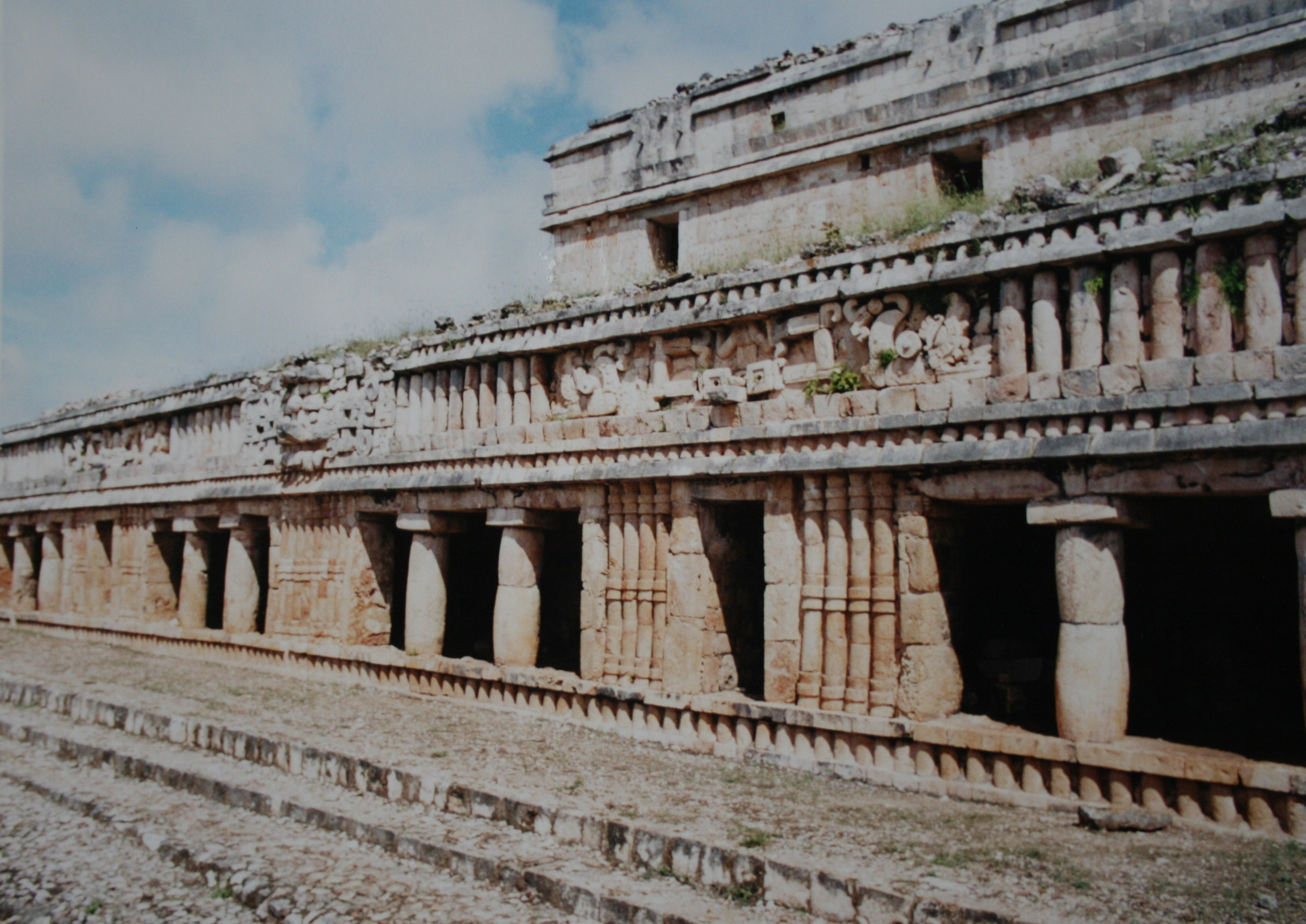
Kolumny Pałacu
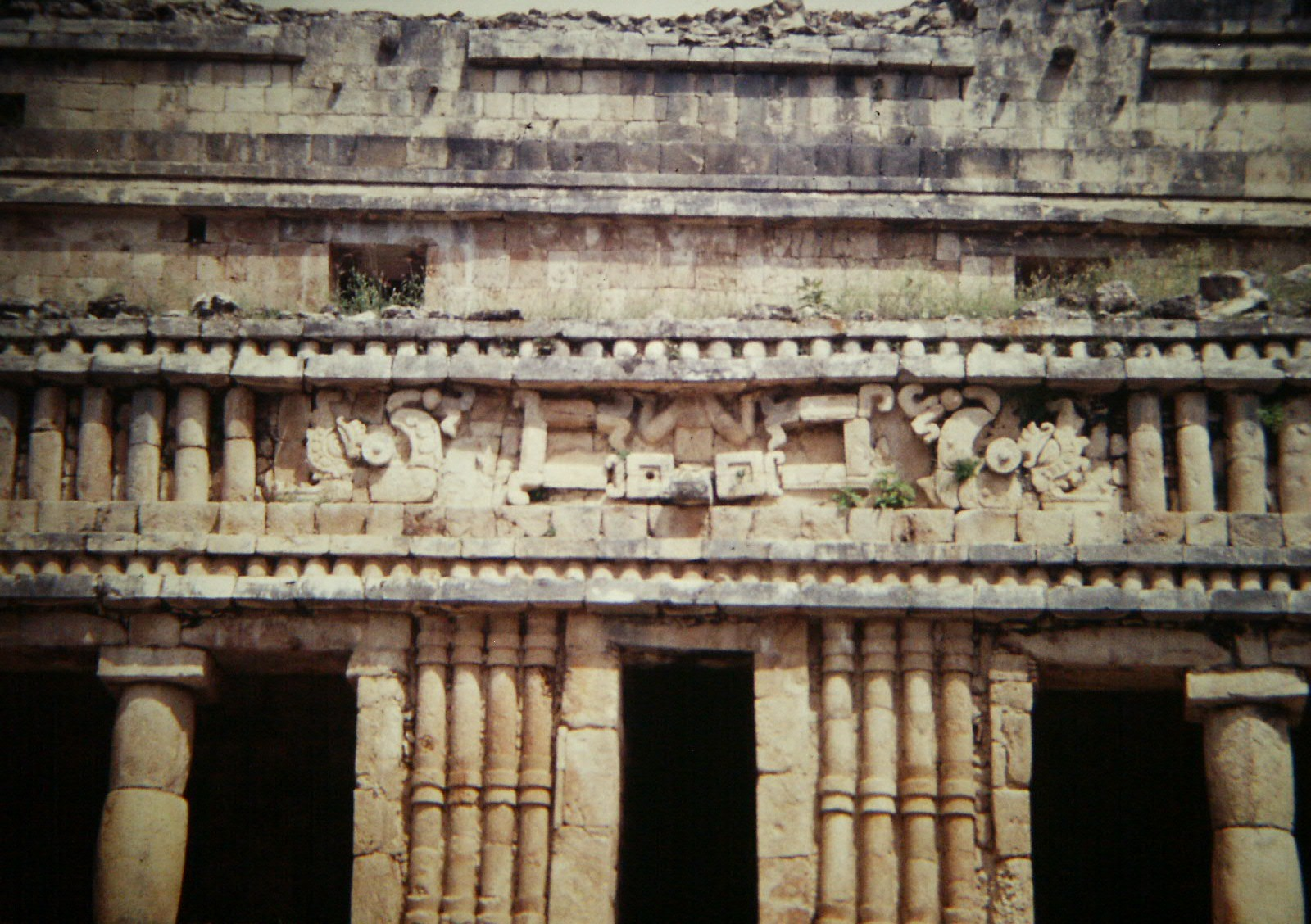
Detale architektury Puuc na Pałacu
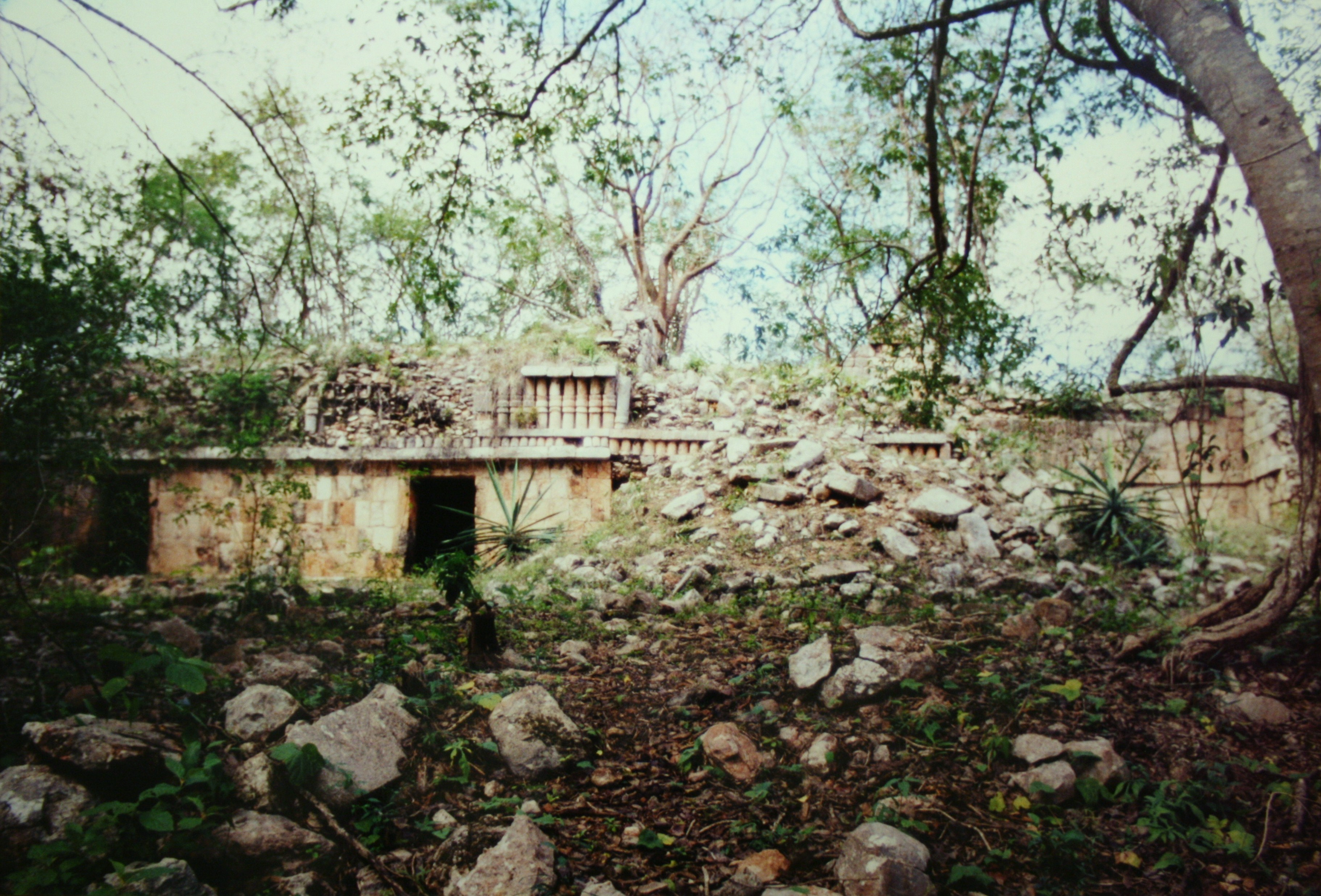
Ruiny w dżungli
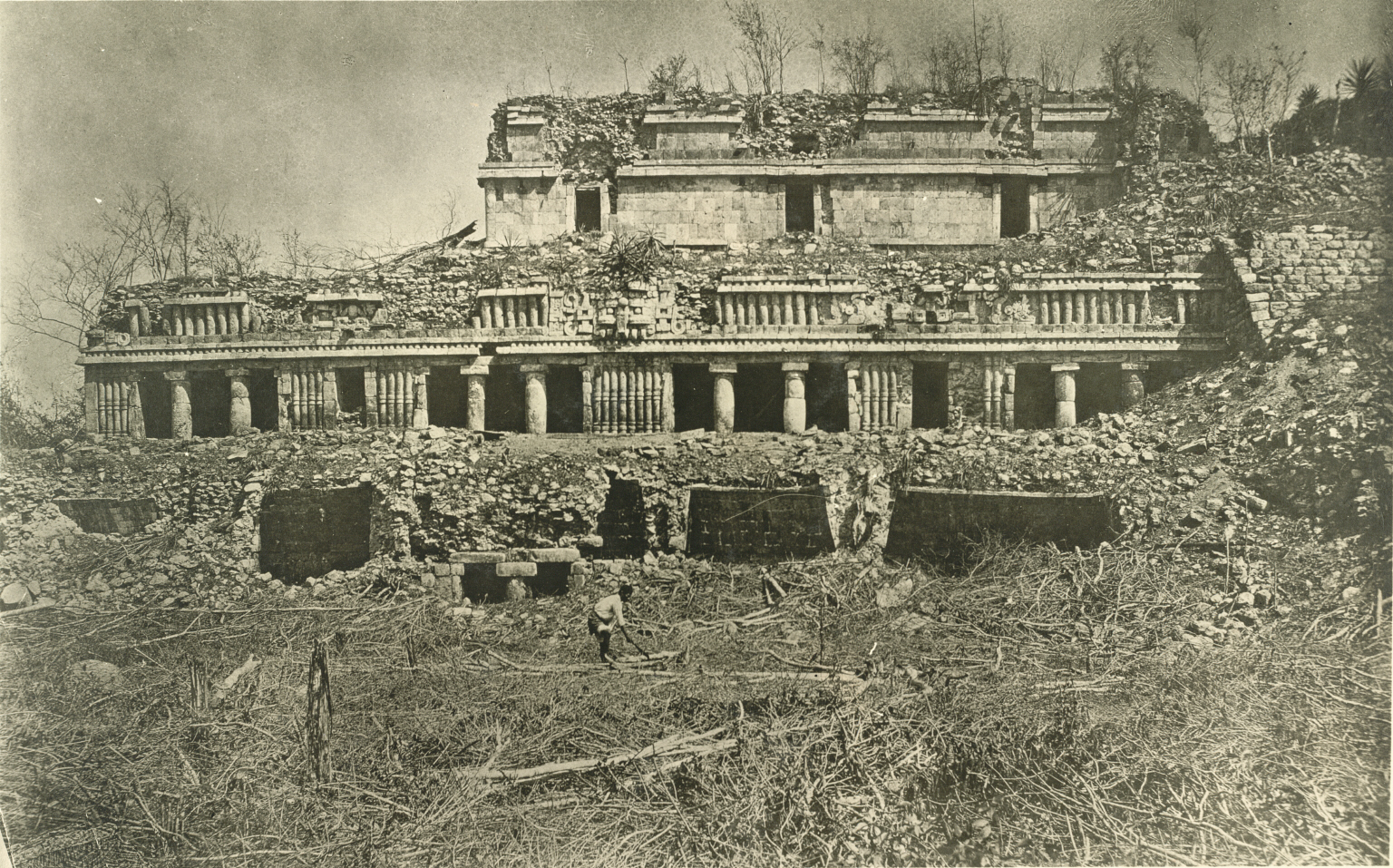
Sayil 1 stycznia 1895 roku